# Flettner
Flettner Flugzeugbau GmbH va ser un fabricant alemany d'helicòpters que va fundar Anton Flettner a Berlín el 1926 i va existir fins al 1945.

## Història
Fundada per a dissenyar i produir aeronaus d'ala rotativa. El disseny d'un avió d'ala rotativa que planejava Anton Flettner va tenir èxit després de molts contratemps al voltant de 1935 amb el Flettner Fl 184 i el Flettner Fl 185. El 1938, Flettner, juntament amb Kurt Hohenemser i Gerd Sissingh, van dissenyar el Flettner Fl 265. Aquest nou tipus d'helicòpter va resoldre el problema de la compensació del parell amb rotors oposats entrellaçats (doble rotor Flettner). El 1940 va desenvolupar el Flettner Fl 282 Kolibri, que es va construir de manera similar al model anterior.